# Ottonese-Varzese
La razza Ottonese-Varzese è una razza bovina italiana.

## Origine
La razza Ottonese-Varzese è originaria delle zone montane-appenniniche delle province di:Pavia, Alessandria, Piacenza e Genova.
Un tempo allevata nell'alta Valle Staffora e nelle confinanti zone appenniniche emiliane.

## Caratteristiche
La razza è caratterizzata da un mantello fromentino, taglia contenuta (3-3,5 quintali i capi adulti) ed elevata rusticità. Viene ricordata in particolare perché riesce a dare delle buone produzioni anche con alimenti scadenti, frequenti nell'alto Appennino.
Resistente anche se usata per il lavoro, diventando in questo modo razza a triplice attitudine (latte, carne, lavoro).
La produzione di latte, dalle ottime rese casearie, è di circa 3500 kg per lattazione con un tenore in grasso del 4%.

## Altre denominazioni
La razza Varzese-Ottonese può essere chiamata anche Tortonese (da Tortona) e Montana perché il suo ambiente originario era l'Appennino. Viene definita (ma molto di rado) anche Bobbiese (da Bobbio).
Il nome Ottonese deriva invece dal comune di Ottone.

## Consistenza numerica
Un tempo molto diffusa, arrivando a oltre 40000 capi negli anni 60,attualmente la razza è ad alto rischio estinzione con una popolazione inferiore alle 100 unità.